# Нагірне (Стрийський район)
Нагі́рне (раніше — Аннаберґ, нім. Annaberg) — село в Україні, у Стрийському районі Львівської області. Населення становить 133 особи. Орган місцевого самоврядування — Козівська сільська рада.
Село створене у 1835 році, як німецька сільськогосподарська колонія Аннаберг (нім. Annaberg).

## Історія
В рамках Францисканської колонізації, до 1805 р. в Галичині оселилося 629 сім'ї з Німеччини (в тому числі — 603 із числа австрійських провінцій). В контексті цієї поселенської політики (Бьомервальдська колонізація) виникла колонія Аннаберг у Сколівському окрузі у 1835 році. Перейменований польською владою 18 лютого 1939 року на Анувка (Anówka). Радянська влада в 1940 р. вивезла німців до Вартеґау, а село перейменувала в Нагірне.

## Населення
Згідно з переписом УРСР 1989 року чисельність наявного населення села становила 140 осіб, з яких 65 чоловіків та 75 жінок.
За переписом населення України 2001 року в селі мешкали 133 особи. 100 % населення вказало своєю рідною мовою українську.

## Зовнішні-посилання
- Погода в селі Нагірне [Архівовано 18 вересня 2020 у Wayback Machine.]
- Annaberg // Słownik geograficzny Królestwa Polskiego. — Warszawa : Druk «Wieku», 1880. — Т. I. — S. 38. (пол.)
- (нім.) Карта німецьких поселень Галичини у 1939 році [Архівовано 25 березня 2016 у Wayback Machine.].
- (нім.) Мапа: План поселення Annaberg 1939 рік

| Україна | Це незавершена стаття з географії України. Ви можете допомогти проєкту, виправивши або дописавши її. |